# Franz Boden

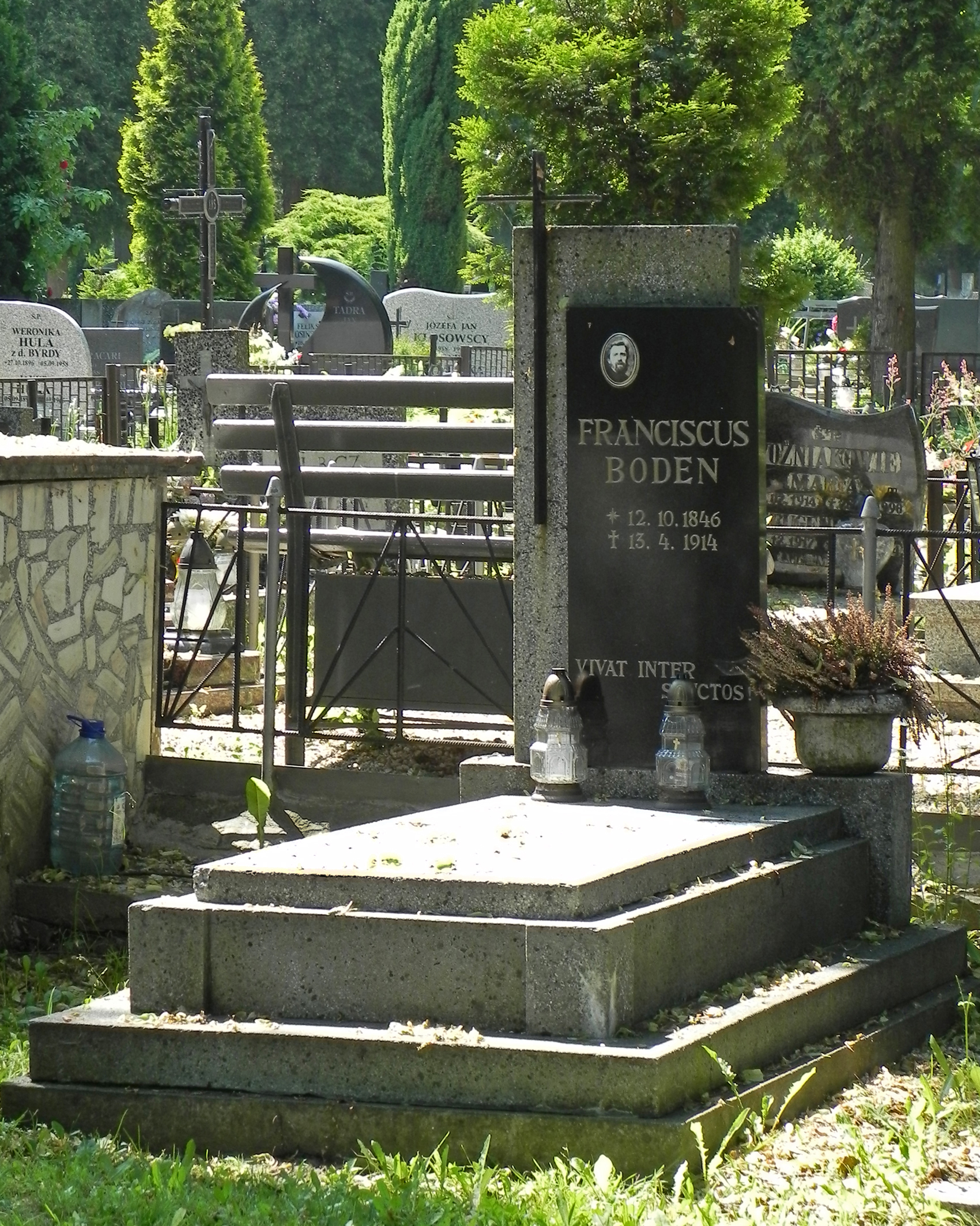
Nagrobek Franza Bodena na cmentarzu Komunalnym w Kłodzku

Franz Xaver Boden (ur. 12 października 1846 w Kłodzku, zm. 13 kwietnia 1914 tamże) – niemiecki grawer, fotograf, dokumentalista ziemi kłodzkiej, działacz społeczny.

## Życiorys
Urodził się w 1846 r. w Kłodzku jako młodszy syn fotografa Franza Bartolomeusza Bodena. Jego starszy brat zmarł gdy ten miał cztery lata, zaś dwie siostry wstąpiły do zakonu. Kształcił się w pracowni fotograficznej ojca założonej w 1857 r., a po jego śmierci odziedziczył cały zakład. Jego fotografie posłużyły m.in. do ilustracji w 1922 r. Georga Marxa zatytułowanego Stare Miasto. Był członkiem Kłodzkiego Towarzystwa Górskiego. 
W 1912 r. z nieznanych do dziś powodów sprzedał cały zakład wraz z domem rodzinnym za cenę 10 tys. marek mniejszą od proponowanej mu przez nabywców, zamieszkując w skromnym mieszkaniu. Następnie zajął się działalnością charytatywną na rzecz mieszkańców Kłodzka. Cały swój majątek szacowany na ponad 100 tys. marek rozdał ubogim. Ponadto sponsorował budowę przeszło 100 świątyń na terenie Niemiec, Włoch, Austrii, a także misje katolickie w Afryce, Indiach i Bośni. Wiele miejsca poświęcał miejscowym dzieciom i młodzieży stając się wzorem dla mieszkańców miasta. Był członkiem III zakonu św. Franciszka otrzymując imię Antoni. W 1913 r. został uhonorowany przez papieża Piusa X za swoją działalność. Zmarł na zawał serca w 1914 r. W jego pogrzebie uczestniczyło prawie całe miasto, a pochowano go w habicie mnicha przy kościele franciszkanów. 
W 1935 r. rozpoczęto starania o jego beatyfikację, które jednak przerwała II wojna światowa. Franz Boden został nazwany przez ówczesnych teologów współczesnym dobroczyńcą ludzkości. W 1969 r. jego mogiła została przeniesiona przez franciszkanów na cmentarz komunalny w Kłodzku, na co zgodę wyraziły ówczesne władze miasta, w tym Tadeusz Kazanowski, będący przewodniczącym Prezydium Miejskiej Rady Narodowej.